# شوتايم أرابيا
شوتايم أرابيا كانت إحدى أكبر الشبكات التلفزيونية المدفوعة في الشرق الأوسط وشمال أفريقيا، وكانت ملكية مشتركة بين شوتايم أرابيا مملوكة لشركة جلف دي تي اتش دي سي، وهي مشروع مشترك بين شركة مشاريع الكويت القابضة (كيبكو) التي تملك %80 من جلف دي تي اتش ومؤسسة فياكوم، التي تمتلك نسبة الـ %20 المتبقية.

## البث
عندما تم إطلاق شوتايم ارابيا، كانت بعض قنواتها هي TMC و MTV و VH1 ونيكلودين وTV Land وParamount و Style ودسكفري و Hallmark. Gulf DTH F.Z. L.L.C. كانت الشركة العاملة وراء البث التلفزيوني الرقمي المدفوع، شوتايم العربية. كانت منشآتها الإذاعية في مدينة دبي للإعلام في الإمارات العربية المتحدة ومحطة النقل الفضائي للوصلة الصاعدة التابعة لها هي سماكوم، المزود الاحتكاري للوصلة الصاعدة في الإمارات. استخدمت شوتايم العربية تقنية Irdeto Access Conditional Access لتشفير قنوات DTH الخاصة بها عبر الأقمار الصناعية ومنصة OpenTV التفاعلية التي تعمل في المقام الأول على أجهزة فك التشفير UEC Multi-Media5.

## تشكيلة شو تايم ارابيا
| القائمة            | القنوات                           | القنوات               | القنوات            | القنوات            | القنوات         | القنوات       |
| ------------------ | --------------------------------- | --------------------- | ------------------ | ------------------ | --------------- | ------------- |
| قنوات ترويجية      | ShowToday                         | ShowToday             | ShowToday          | ShowToday          | ShowToday       | ShowToday     |
| قنوات وقائقية      | أنيمال بلانت                      | Discovery Science     | Discovery World    | Nat Geo Wild       | Nat Geo         |               |
| قنوات وقائقية      | ناشيونال جيوغرافيك                |                       |                    |                    |                 |               |
| قنوات ترفيهية      | شو كوميدي                         | شو كوميدي اكسترا      | شو سيريز           | شو سيريز اكسترا    |                 |               |
| قنوات ترفيهية      | ShowShasha                        | بي بي سي لايف ستايل   | BBC Prime          | شبكة أوربت شوتايم  | ام بي سي 1      |               |
| قنوات ترفيهية      | America Plus                      | E!                    | Universal Channel  | Syfy Universal     | ام بي سي دراما+ | Style Network |
| قنوات ترفيهية      | تلفزيون الموضة ‏                   | تلفزيون الموضة ‏       | Travel Channel ‏    | Travel Channel ‏    |                 |               |
| قنوات أطفال        | بوميرانغ                          | كارتون نتورك          | قناة ديزني         | توون ديزني         | بلاي هاوس ديزني | شو كيدز       |
| قنوات أطفال        | جيم جام ‏ (04–16 توقيت عالمي منسق) |                       |                    |                    |                 |               |
| قنوات أفلام        | شو موفيز 1                        | شو موفيز 2            | سوبر موفيز         | شو موفيز أكشن      |                 |               |
| قنوات أفلام        | شو موفيز كوميدي                   | شو موفيز كيدز         | Hallmark Channel   | تيرنر كلاسيك موفيز |                 |               |
| قنوات أغاني        | إم تي في                          | في إتش 1              | في إتش 1           | في إتش 1           |                 |               |
| قنوات أخبار        | بلومبيرغ نيوز                     | سي إن إن انترناشيونال | CNBC Europe        | سكاي نيوز          |                 |               |
| قنوات مدفوعة       | شو سينما TV ماكس 1                | شو سينما TV ماكس 2    | شو سينما TV ماكس 3 | شو سينما TV ماكس 3 |                 |               |
| قنوات رياضية       | شو سبورت 1                        | شو سبورت 2            | شو سبورت 3         | شو سبورت 4         |                 |               |
| قنوات رياضية       | Extreme Sports Channel            |                       |                    |                    |                 |               |
| قنوات عالية الجودة | شوتايم HD                         | شوتايم HD             | شوتايم HD          | شوتايم HD          | شوتايم HD       | شوتايم HD     |

## أندماج معشركة أوربت
في 12 يوليو 2009 ، أعلنت شركة شوتايم العربية وشركة أوربت كوميونيكيشنز عن اندماجها في إنشاء «أكبر منصة للتلفزيون المدفوع» في الشرق الأوسط وشمال إفريقيا.
الشركة المشكلة حديثًا هي شراكة متساوية توفر 70 قناة حصرية تضم أفلامًا ورياضات ومسلسلات ومحتوى عربيًا وعروضًا دولية جديدة.
يمكن للعملاء الجدد الاشتراك في الحزم التي تضم برامج شوتايم ارابيا وشبكة أوربت الإعلامية، في حين أن المشتركين الحاليين سيكونون قادرين على الاحتفاظ بمحتوياتهم أو ترقيتها. ستقدم الشركة قنوات HD والفيديو حسب الطلب والخدمات التفاعلية الأخرى.